# Датская велосипедная VIN-система

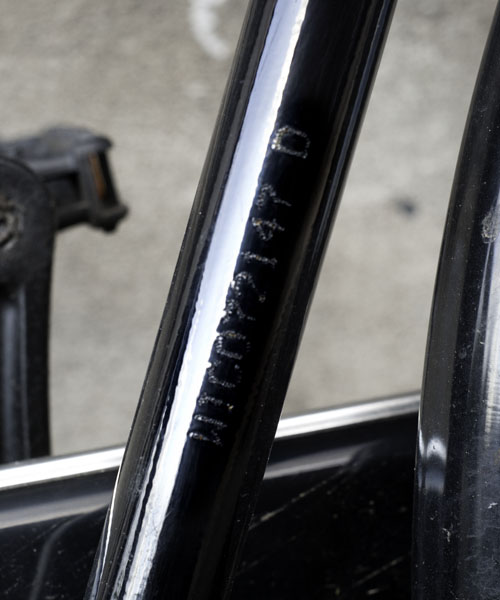
VIN з Ebsen Danmark A/S, размещенный на трубку сиденья

Датская велосипедная VIN-система — система, представленная в 1942 году правительством Дании. Она предоставляет все велосипеды в Дании с уникальным кодом. Код VIN представляет собой комбинацию букв и цифр, встроенных в велосипедную раму и состоит из кода производителя, серийного номера и года производства.
С 1948 года было незаконно продавать велосипедные рамы в Дании без встроенного VIN. Из-за этого страховые компании в Дании не платили возмещение за украденные велосипеды без VIN.

## Расположение VIN
По умолчанию VIN должен быть выгравирован на трубке сиденья или вниз по трубке, но если они изготовлены из такого материала, который препятствует этому, он может быть поставлен на нижнюю скобу кронштейна. В очень особых случаях и только с утверждением от Управления Датского Национального комиссариата полиции, он может быть поставлен другими средствами и в других местах.
Код, представляет собой блок 1, 2, 3 или 4 буквы. Если код начинается с W, это импортированная велосипедная рама. Второй блок — это серийный номер рамы от этого производителя. Он должен иметь хотя бы одну цифру, но может иметь любое количество цифр. Третий блок — это один буквенный код, который идентифицирует год производства.